# Léon Dernier
Léon Dernier, dit Eldé, né le 1er avril 1912 à Liège et mort le 26 juillet 1969 sur le circuit de Spa-Francorchamps, est un pilote automobile belge de compétitions essentiellement sur circuit, spécialiste d'épreuves d'endurance en catégorie Grand Tourisme.

## Biographie
Sa carrière en course s'étale entre 1953 et 1969. Ses participations dans les premières années se déroulent sur voitures de tourisme Peugeot. À cause de son nom, il décide de courir avec ses initiales.
Il participe à cinq reprises aux 24 Heures du Mans entre 1959 et 1965, sur diverses Ferrari 250 de l'Équipe nationale belge et de l'Écurie Francorchamps.
En 1963, il fait l’acquisition d’une monoplace Cooper T67, avec laquelle il participe à quelques épreuves européennes de Formule Junior.
Il se tue lors des 24 Heures de Spa 1969 à bord d'une Mazda R100 M10A Coupé officielle, partagée avec Hugues de Fierlant. La course continue malgré tout, et les deux autres voitures de l'équipe terminent cinquième et sixième de l'épreuve.

## Palmarès

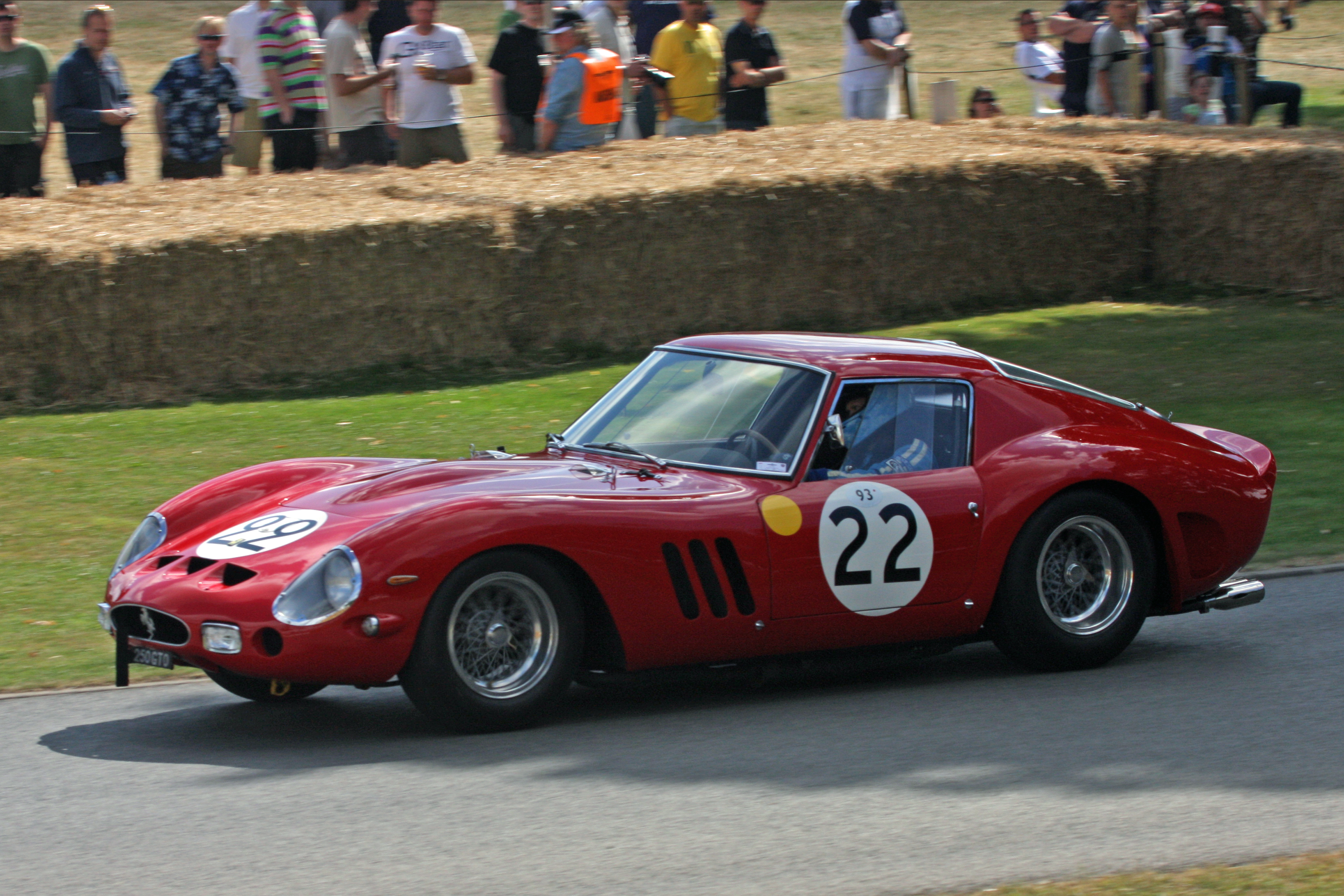
La Ferrari 250 GTO no 22 des 24 Heures du Mans 1962 (3e).

- Victoire de catégorie aux 24 Heures du Mans 1959 (GT 3.0 avec « Jean Beurlys »);
- Coupe de Belgique GT 1964 sur Porsche 904 GTS (circuit de Zolder);
  - 2e des 24 Heures de Spa 1968 avec Yves Deprez (derrière un trio de pilotes allemands, sur Ford Mustang);
  - 3e des 24 Heures du Mans 1959 avec « Beurlys »;
  - 3e des 24 Heures du Mans 1962 avec « Beurlys »;
  - 4e des 24 Heures du Mans 1963 avec « Loustel »;
  - 4e des Quatre-Vingt-Quatre Heures du Nürburgring 1968 avec Yves Desprez et Jean-Pierre Ackermans (« Jipéa », sur Mazda Cosmo 110S);
  - 5e du Bol d'or automobile 1955 avec Charles de Cortanze (sur Peugeot 203 C);
  - 5e des 1 000 kilomètres du Nürburgring 1963 avec Gérard Langlois von Ophem.